# 野野原幹
野野原幹是日本男性插畫家。別名（Jontairan、Dyontairan）。主要擔當十八禁美少女遊戲的原畫和人物設計等工作，特別擅長設計女童角色。在2008年與赤丸一起設立狸軟件（Tanuki-Soft）。

## 作品列表

### 十八禁美少女遊戲

#### PiAS
- 裸唇 ～RASHIN～（1998年1月30日）
- （1999年1月22日）
- （1999年5月28日）

#### RUNE
- Fifth ～～（1999年10月22日）
  - Fifth ～TWIN～（2000年8月25日）
  - Fifth Aile（2004年11月12日）
  - Fifth ～Eternal Collection Box～（2006年4月28日）
- （2000年3月17日）
- （2001年2月23日）
- （2001年9月21日）
- （2001年12月21日）
- (R)（2002年7月19日）
- 初戀（2002年10月25日、存在十八禁動畫版）
  - 初戀 -first kiss-（2005年6月30日、PlayStation 2版、Princess Soft代理商）
- （2003年9月26日）
- 思春期（2005年9月29日）
- （2006年12月22日）
- 娘姉妹（2007年12月14日、RUNE Team TwinTail）

#### 狸軟件
- 姪少女（2008年12月12日）
- 微少女（2009年12月18日）
- 少交女（2010年12月17日）
- めばえ（2011年12月16日）
- 失憶男和三姐妹（隣りのぷ～さん，2012年12月21日）
- 少女教育（2014年12月28日）
- 少女波子汽水（小女ラムネ，2015年7月31日）
- 最喜歡哥哥了！（お兄ちゃん大好き！，2017年7月28日）

#### 蛙軟件
- 魅魔詛咒！涅姆園的少女們！（ネムれる園の少女たち，2018年12月21日）
- 我認清了現實，卻沒能戒掉少女之愛（現実が見えてきたので少女を愛するのを辞めました。，2020年7月31日）

### 插畫集
- ISBN 978-4-90119-141-8
- ISBN 978-4-75771-342-0
- ISBN 978-4-77550-643-1

## 外部連結
- 野野原幹的X（前Twitter）（日語）
- （页面存档备份，存于）（日語）
- RUNE （页面存档备份，存于）（日語）
- 狸軟件（日語）